# 假面骑士zx
假面骑士ZX（日語：仮面ライダーZX；かめんライダーゼクロス）是在1982年（昭和57年）至1984年（昭和59年）期間於雜誌上連載的《假面骑士系列》漫畫作品，並於1984年1月3日推出以本角色為中心的獨立單發電視作品《10號誕生！假面騎士全員集合！！》。

## 介绍
村雨良和姐姐在调查时被犯罪组织巴丹抓获，巴丹将村雨良的姐姐杀死并将村雨良改造成改造士兵想征服世界。幸运的是在一次意外中，村雨良恢复了自我，巴丹发现后想将其消灭。村雨良幸運地受到海棠博士的幫助並成功逃跑；而巴丹也將組織隐藏了起来。几年后良再次遇到海棠博士和其女一条留美，并决定要替姐姐向巴丹报仇。

## 主要登場人物
村雨良/假面骑士ZX
演：菅田俊，香港配音 : 黃志明
在平成假面騎士系列的《平成騎士對昭和騎士 假面騎士大戰 feat.超級戰隊》飾演原本的角色。
海堂博士
演：柄沢英二
一条ルミ
演：三宅友美子
9人骑士
- 假面骑士1号
- 假面骑士2号
- 假面骑士V3
- ライダーマン
- 假面骑士X
- 假面骑士亚马逊
- 假面骑士强人
- 假面骑士Sky
- 假面骑士Super 1

## 主題曲
「ドラゴン・ロード」
作詞：石ノ森章太郎 / 作曲：菊池俊輔 / 編曲：吉村浩二 / 歌：串田アキラ
「FORGET MEMORIE'S」
作詞：八手三郎 / 作曲：菊池俊輔 / 編曲：吉村浩二 / 歌：串田アキラ